# 成田市立高岡小学校
成田市立高岡小学校（なりたしりつ たかおかしょうがっこう）は、千葉県成田市大和田にあった公立小学校。

## 概要
明治9年11月12日に「大和田小学校」として創立され、昭和30年の下総町の誕生と同時に「下総町立高岡小学校」と改称。そして、平成18年3月27日の市町合併により「成田市立高岡小学校」となり、創立から136年目を迎える歴史と伝統の息づく学校であった。。

## 沿革
- 1876年（明治9年）11月12日 - 大和田村40番地の桑田佐助宅を仮校舎として、大和田小学校創立。
- 1882年（明治15年）4月 - 冬父、中里、青山、倉水、松崎に分離し、現在の学区となる。
- 1887年（明治20年） - 小学校令の改正により、尋常科4ヵ年、温習科1ヵ年の設置校となる。
- 1911年（明治44年） - 校舎竣工、校名を「高岡尋常高等小学校」と改称。
- 1941年（昭和16年）4月1日 - 校名を「高岡村国民学校」と改称。
- 1947年（昭和22年）4月1日 - 校名を「高岡村立高岡小学校」と改称。
- 1995年（昭和30年）2月11日 - 下総町誕生し、校名を「下総町立高岡小学校」と改称。
- 2006年（平成18年）3月27日 - 下総町・大栄町・成田市の市町合併に伴い、校名を「成田市立高岡小学校」と改称。
- 2014年（平成26年）4月 - 滑河・小御門・名木の各小学校と統合、成田市立下総小学校・成田市立下総中学校の小中一貫校「下総みどり学園」開校。[2]。

## 学区
高岡、大和田、高、小野、小浮、野馬込、平川

## 進学
- 成田市立下総中学校